# Arrondissement Beauvais
Beauvais is een arrondissement van het Franse departement Oise in de regio Hauts-de-France. De onderprefectuur is Beauvais.

## Kantons
Het arrondissement was tot 2014 samengesteld uit de volgende kantons:
- Kanton Auneuil
- Kanton Beauvais-Nord-Est
- Kanton Beauvais-Nord-Ouest
- Kanton Beauvais-Sud-Ouest
- Kanton Chaumont-en-Vexin
- Kanton Le Coudray-Saint-Germer
- Kanton Crèvecœur-le-Grand
- Kanton Formerie
- Kanton Grandvilliers
- Kanton Marseille-en-Beauvaisis
- Kanton Méru
- Kanton Nivillers
- Kanton Noailles
- Kanton Songeons

Na de herindeling van de kantons in 2014 met uitwerking in maart 2015 zijn dat :
- Kanton Beauvais-1
- Kanton Beauvais-2
- Kanton Chaumont-en-Vexin
- Kanton Grandvilliers
- Kanton Méru (deel 9/16)
- Kanton Mouy (deel 21/35)
- Kanton Saint-Just-en-Chaussée (deel 20/84)